# Romanische Straße im Elsass

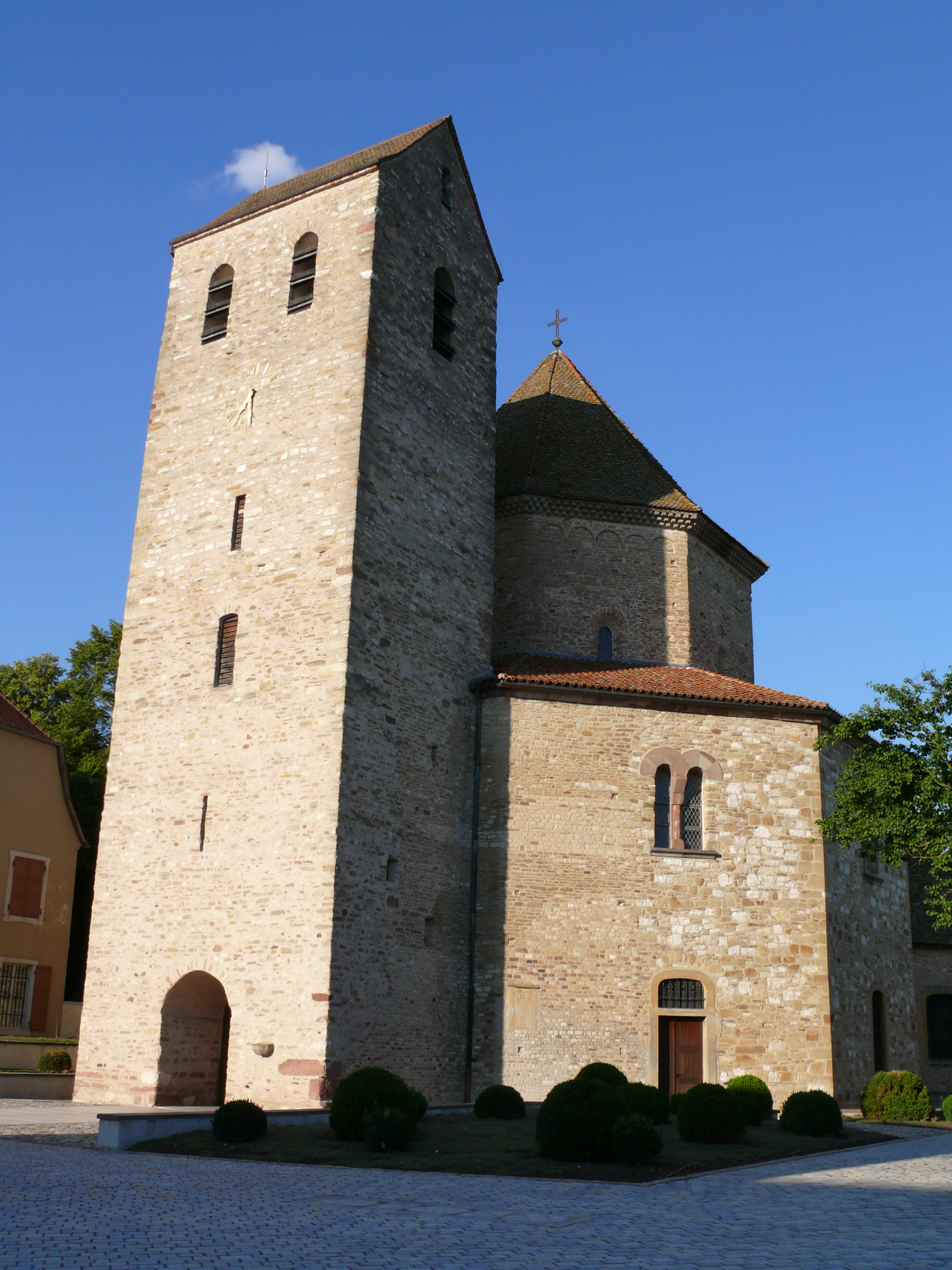
Abteikirche Ottmarsheim

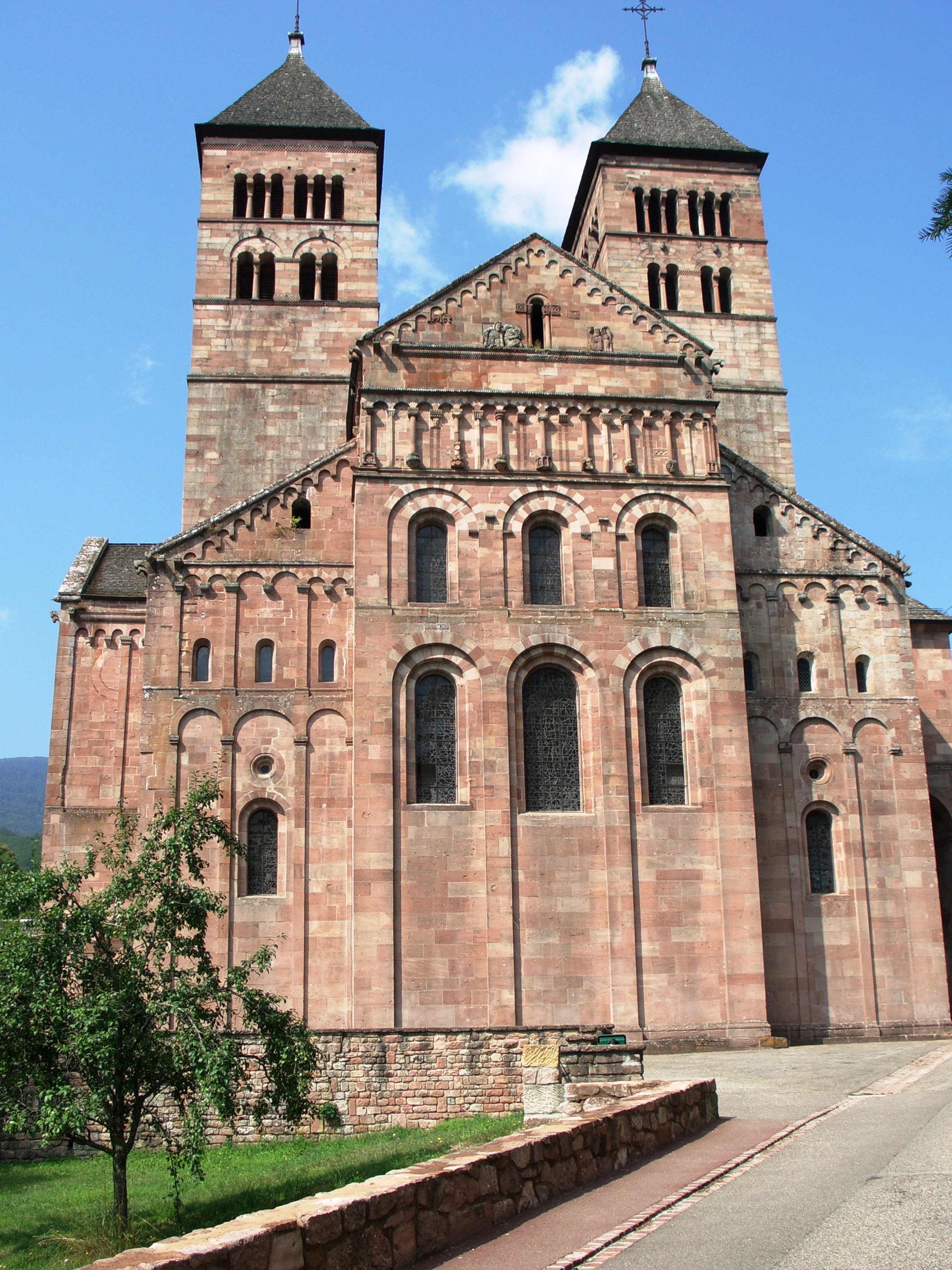
St. Leodegar, Abteikirche Murbach

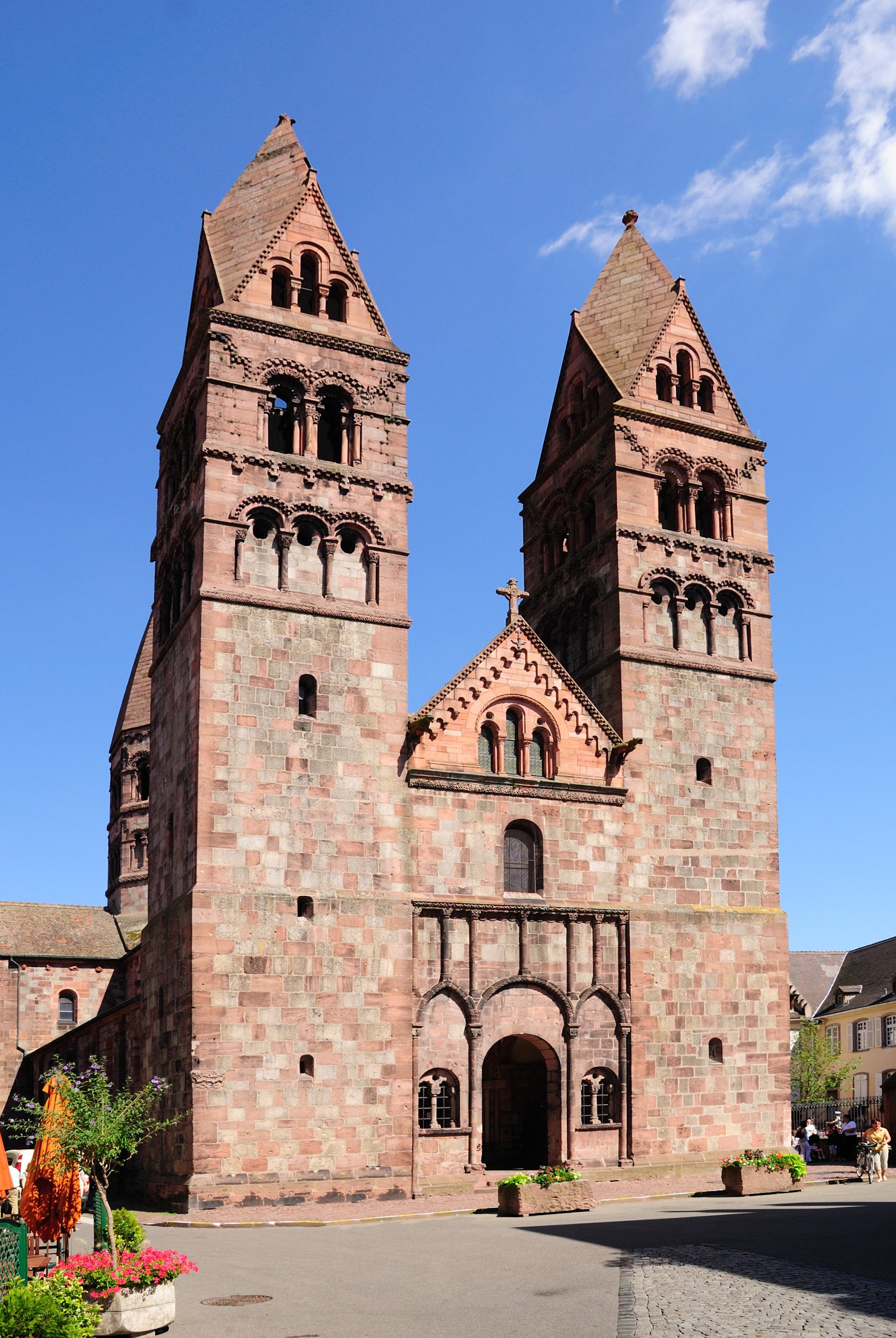
St. Fides, Sélestat

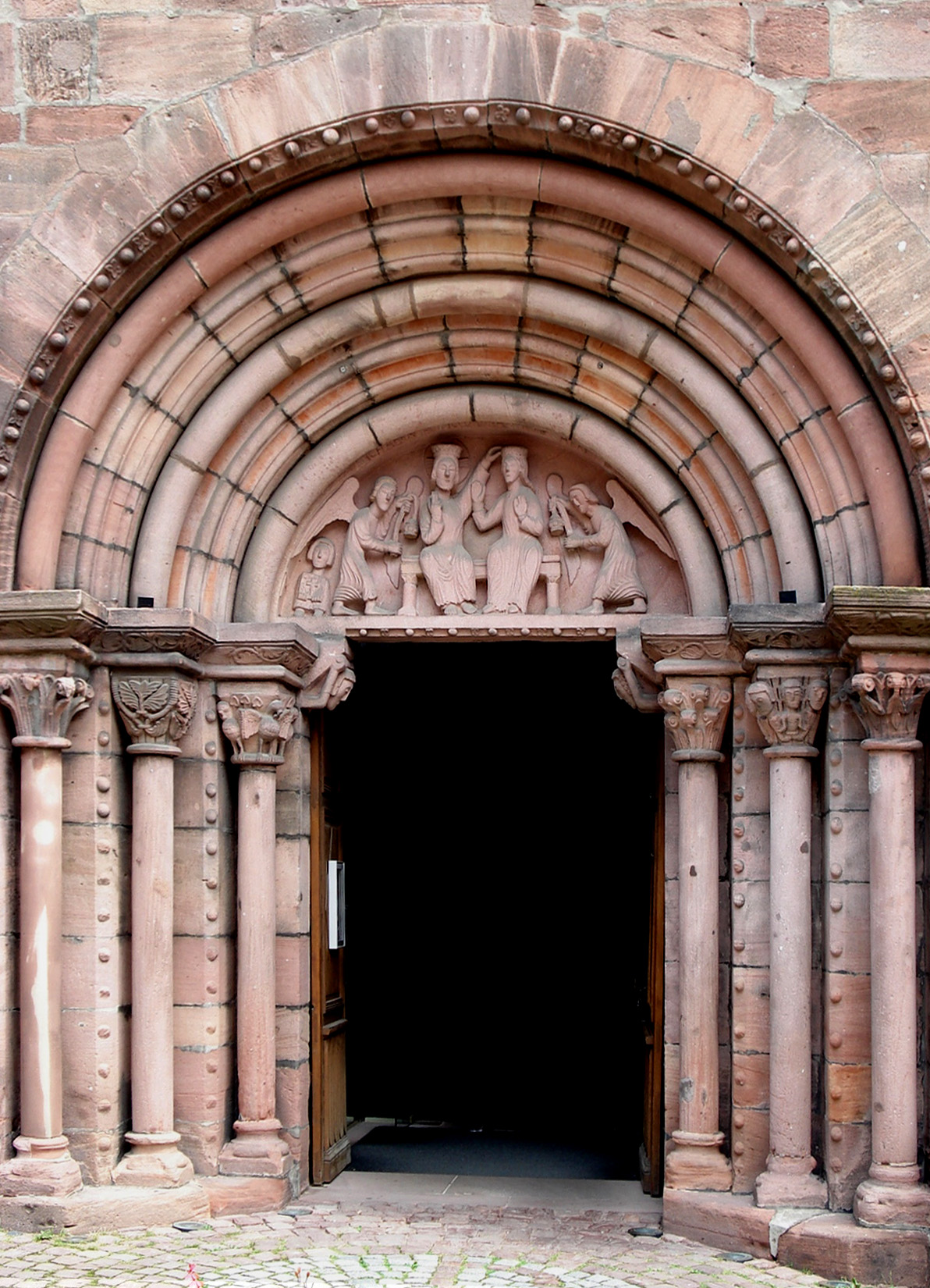
Heilig-Kreuz-Kirche, Kaysersberg

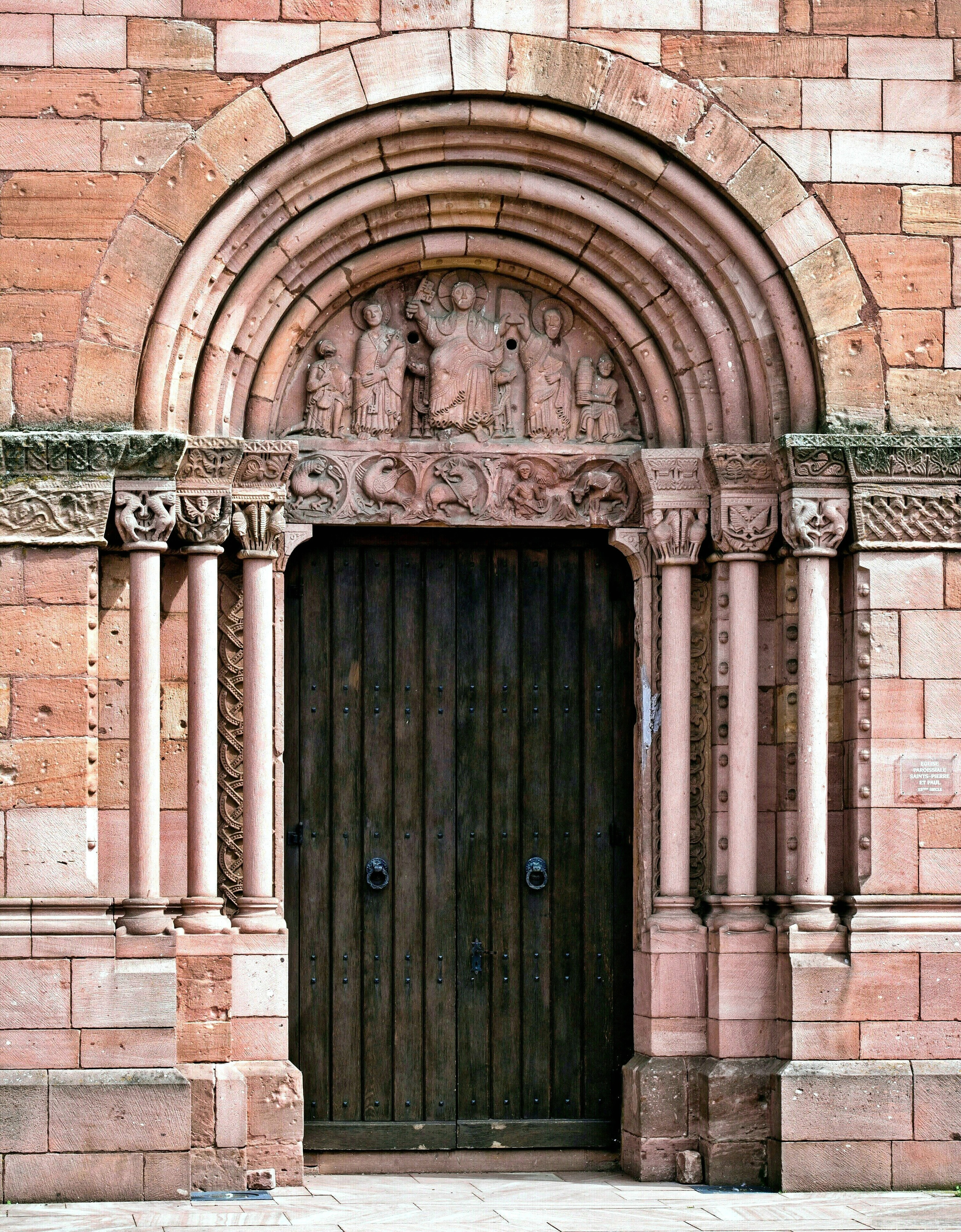
Sankt-Petrus-und-Paulus, Sigolsheim

Die Romanische Straße im Elsass, französisch Route Romane d’Alsace, ist seit 1999 eine Ferienstraße im Elsass, die viele der 120 Baudenkmäler der Epoche der Romanik verbindet.
Gefördert wird diese Straße vom Verein Voix et Route Romane, inzwischen vereinigt mit dem Elsässer Verein Via Romanica. Neben der Werbung für die Touristenstraße veranstaltet der Verein mit finanzieller Unterstützung des Conseil regional der Region Elsass jeden Sommer ein Festival für mittelalterliche Musik.

## Verlauf
Von Nord nach Süd:
- Altenstadt (Wissembourg): Pfarrkirche aus dem 11./12. Jahrhundert
- Wissembourg: St. Peter und Paul
- Surbourg
- Haguenau: Pfarrkirche St. Georg (Haguenau)
- Neuwiller-lès-Saverne: Kirche St. Peter und Paul, Kirche St. Adelphus
- Saint-Jean-Saverne: Benediktinerinnenkloster St. Johannes Baptista
- Marmoutier: Klosterkirche St. Martin
- Avolsheim: Dompeter, Kapelle St. Ulrich
- Straßburg: Münster, Thomaskirche, Stephanskapelle, Saint-Pierre-le-Jeune protestant, Sainte-Aurélie
- Eschau: Abteikirche Saint-Trophime
- Rosheim: St. Peter und Paul
- Andlau: Abteikirche St. Richardis
- Epfig: Margaretenkapelle, Anfang 11. Jahrhundert
- Sélestat: Sankt-Fides-Kirche
- Sigolsheim: Kirche St. Petrus und Paulus, um 1200
- Kaysersberg: Pfarrkirche Heilig Kreuz (Sainte Croix)
- Gueberschwihr: Kirche Sankt-Pantaleon mit romanischem Turm
- Rouffach: Mariä-Himmelfahrt-Kirche
- Lautenbach: Stiftskirche Lautenbach
- Murbach: Abteikirche Murbach
- Guebwiller: Saint-Léger (St. Leodegar), 12.–13. Jahrhundert
- Ottmarsheim: Abteikirche Ottmarsheim
- Feldbach: St. Jakobus, Kirche aus dem 12. Jahrhundert